# Džedkarejeva piramida
Džedkarejeva piramida v južni Sakari je bila zgrajena v obdobju Pete dinastije v prvi polovici 24. stoletja pr. n. št. Njeno staroegipčansko ime Nefer-Djed-ka-Re bi se lahko prevedlo v Lepota je Džedkare. Bila je prva piramida, zgrajena južno od glavne sakarske nekropole. Lokalni prebivalci jo imenujejo haram (arabsko هَـرم‎, svetišče) ali El-Shawaf (arabsko اَلــشَّــوَّاف‎,  Ash-Shawwāf, dobesedno straža).

## Piramidni kompleks
Haram (arabsko حَـرم‎, svetišče) vključuje glavno piramido, spremljajoče piramide in piramido, ki je verjetno pripadala faraonovi  neimenovani ženi. Piramida se zato imenuje Piramida neznane kraljice.
Jedro glavne piramide je zgrajeno iz šest plasti nepravilno oblikovanih apnenčastih blokov. Osnovnica piramide je merila 78,75 m, višina pa okoli  52 m. Naklon ploskev je meril 52°.
Piramida je bila zaprta s tremi ogromnimi kamnitimi bloki, ki roparjem niso preprečili dostopa in ropanja faraonove pogrebne komore.

## Sodobne raziskave
Piramido je prvi raziskoval francoski egiptolog Gaston Maspero leta 1880.  V 140. letih jo je odkopal Abdel-Salam Hussein, vendar ni svojih odkritij nikoli objavil.
Pri vhodu v pogrebno komoro so odkrili razbit sarkofag iz temno sivega bazalta. V kršju so odkrili mumijo, za katero so ocenili, da je pripadala približno petdeset let staremu moškemu. Če je pripadala Džedkare Isesiju, ki je vladal več kot 32 let, je moral Džedkare priti na prestol že v mladih letih.

## Galerija
- Rekonstrukcija Džedkarejevega piramidnega kompleksa
- Druga rekonstrukcija
- Palmiformni stebri iz piramidnega kompleksa
- Piramida in pogrebni tempelj vzhodno od nje